# 悲しみよさようなら
『悲しみよさようなら』（かなしみよさようなら、原題：Welcome Home, Roxy Carmichael）は、1990年のアメリカ合衆国の青春映画。

## ストーリー
ロキシー・カーマイケルは夫のデントンと乳飲み子を残してオハイオ州の片田舎を飛び出す。それから15年後、大女優となった彼女は故郷に自分の名を冠した施設を寄付し、オープニングセレモニーのため帰京することとなった。
ところで、この町に住むディンキーは孤児だったところをカーペット屋を営む夫婦に引き取られたものの、自分はロキシーの子ではないかと思っていた。彼女はその突飛な行動故住民たちから嫌われており、養父母も寄宿学校への転入を検討していた。
新任教師エリザベスはディンキーを優しく見守り、クラスのジェラルドは彼女に惹かれつつあった。
ロキシーはオープニングセレモニー直前に帰郷を取りやめたため、本人が来ることはなく、着飾って待ち構えてディンキーは落胆する。その後、デントンからロキシーとの子は生まれてすぐに病死したということを明かされ、ディンキーはロキシーに引き取られることをあきらめた。そこへ、ジェラルドが現れ、ディンキーを温かく受け止める。

## キャスト
- ディンキー：ウィノナ・ライダー
- デントン：ジェフ・ダニエルズ
- ジェラルド：トーマス・ウィルソン・ブラウン
- エリザベス：ライラ・ロビンズ
- エブリン：ダイナ・マノフ
- リビー：サチ・パーカー
- ロシェル：フランシス・フィッシャー
- ：グレアム・ベッケル
- 若い頃のロキシー：カーラ・グギーノ
- ：ヴァレリー・ランズバーグ
- ：ジョーン・マクマートリー

## スタッフ
- 監督：ジム・エイブラハムズ
- 製作：ペニー・フィンケルマン・コックス
- 製作総指揮・脚本：カレン・リー・ホプキンス
- 撮影：ポール・エリオット
- 音楽：トーマス・ニューマン